# رایگورود
رایگورود (به لاتین: Raygorod) یک منطقهٔ مسکونی در روسیه است که در سرزمین آلتای واقع شده‌است.